# Roussadana Mdivani
Isabelle Roussadana Mdivani (* 7. Juli 1905; † 16. Dezember 1938) war eine georgische Angehörige des niederen Adels und Ehefrau des berühmten spanischen Malers José Maria Sert. Den Titel Prinzessin führte sie ab 1921 nach ihrer Flucht aus Georgien.

## Leben
Roussadana oder Roussie, wie sie allgemein genannt wurde, entstammte einer Familie des niederen georgischen Adels. Der Vater, Zacharias Mdivani, war General in der zaristischen Armee gewesen. Eine Photographie von ihm und dem Zaren sollte allen späteren Skeptikern die Zugehörigkeit der Familie Mdivani zum georgischen Hochadel bestätigen. Allerdings legten sich Roussie und ihre vier Geschwister Alexis, Nina, Serge und David den Titel „Prinz“ bzw. „Prinzessin“ erst nach ihrer Flucht aus Georgien 1921 zu. Dadurch hatten sie das Entrée in die feine Gesellschaft und konnten reiche Ehepartner finden. In der Gesellschaft waren die fünf Geschwister nur als die „heiratslustigen Mdivanis“ bekannt.
Nach der Flucht ihrer Familie aus Georgien begann Roussadana in Paris als Bildhauerin zu arbeiten. Zu ihren Werken gehören Porträts des japanischen Schauspielers Sessue Hayakawa, des ukrainischen Tänzers Sergei Michailowitsch Lifar und des Industriellen August Heckscher. Darüber hinaus gestaltete sie die Harmon-Trophy, eine Auszeichnung für Flieger, die seit 1925 in den USA verliehen wird.
Roussie, eine grazile blonde Schönheit, wurde von Zeitgenossen als überaus charmant, aber auch als manipulativ beschrieben. Es gelang ihr, den Maler Josep Maria Sert und seine Frau Misia Sert auseinanderzubringen und sich gleichzeitig Misias Freundschaft zu erhalten. 1927 heiratete sie den fast 30 Jahre älteren Sert. Angeblich soll sie auch bei Eheanbahnungen ihrer Brüder die Hände im Spiel gehabt haben. Als sie Barbara Hutton im Sommer 1932 in ihr Feriendomizil „Mas Juny“ an der spanischen Küste einlud, waren auch ihr Bruder Alexis und dessen Frau, Louise Astor van Alen, anwesend. Zwischen Alexis Mdivani und Barbara Hutton kam es zu Intimitäten, woraufhin Louise van Alen die Scheidung einreichte.
Zu ihren engen Freunden gehörten Coco Chanel und José Maria Serts Schüler Salvador Dalí. Dieser bezeichnete sie in seinen Erinnerungen als eine der interessantesten Frauen, die er je kennengelernt habe.
Roussadanas Leben verlief unter keinem glücklichen Stern. Nachdem ihr Lieblingsbruder Alexis von Barbara Hutton geschieden worden war, starb er 1935 bei einem Autounfall. Im März 1936 verunglückte ihr Bruder Serge Mdivani tödlich bei einem Polo-Spiel. Diese Unglücksfälle konnte Roussie nicht verkraften. Sie wurde drogenabhängig und starb am 16. Dezember 1938 im Alter von 33 Jahren.